# Kazuto Ioka
Kazuto Ioka (井岡 一翔?, Ioka Kazuto; Sakai, 24 marzo 1989) è un pugile giapponese.
Ha vinto 4 titoli mondiali di pugilato in altrettante categorie: nei pesi paglia (titoli unificati WBA e WBC) tra il 2011 e il 2012, nei pesi mosca leggeri (titolo WBA) tra il 2012 e il 2014, nei pesi mosca (titolo WBA) tra il 2015 e il 2017 e nei pesi pesi supermosca (titolo WBO), di cui è detentore dal 2019.

## Risultati da professionista
| N. | Risultato | Record | Avversario                 | Tipo | Round, tempo  | Data              | Località                                         | Note                                                                                     |
| -- | --------- | ------ | -------------------------- | ---- | ------------- | ----------------- | ------------------------------------------------ | ---------------------------------------------------------------------------------------- |
| 30 | Vittoria  | 28–2   | Ryoji Fukunaga             | UD   | 12            | 31 dicembre 2021  | Ota City General Gymnasium, Ōta, Tokyo, Giappone | Conserva il titolo WBO dei pesi supermosca                                               |
| 29 | Vittoria  | 27–2   | Francisco Rodríguez Jr.    | UD   | 12            | 1º settembre 2021 | Ota City General Gymnasium, Ōta, Tokyo, Giappone | Conserva il titolo WBO dei pesi supermosca                                               |
| 28 | Vittoria  | 26–2   | Kosei Tanaka               | TKO  | 8 (12), 1:35  | 31 dicembre 2020  | Ota City General Gymnasium, Ōta, Tokyo, Giappone | Conserva il titolo WBO dei pesi supermosca                                               |
| 27 | Vittoria  | 25–2   | Jeyvier Cintrón            | UD   | 12            | 31 dicembre 2019  | Ota City General Gymnasium, Ōta, Giappone        | Conserva il titolo WBO dei pesi supermosca                                               |
| 26 | Vittoria  | 24–2   | Aston Palicte              | TKO  | 10 (12), 1:46 | 19 giugno 2019    | Makuhari Messe, Chiba, Giappone                  | Vince il titolo vacante WBO dei pesi supermosca                                          |
| 25 | Sconfitta | 23–2   | Donnie Nietes              | SD   | 12            | 31 dicembre 2018  | Wynn Palace, Macao                               | Per il titolo vacante WBO dei pesi supermosca                                            |
| 24 | Vittoria  | 23–1   | McWilliams Arroyo          | UD   | 10            | 8 settembre 2018  | The Forum, Inglewood, USA                        | Vince il titolo WBC Silver dei pesi supermosca                                           |
| 23 | Vittoria  | 22–1   | Noknoi CP Freshmart        | UD   | 12            | 23 aprile 2017    | Edion Arena, Osaka, Giappone                     | Conserva il titolo WBA dei pesi mosca                                                    |
| 22 | Vittoria  | 21–1   | Stamp Kiatniwat            | TKO  | 7 (12), 2:51  | 31 dicembre 2016  | Shimazu Arena, Kyoto, Giappone                   | Conserva il titolo WBA dei pesi mosca                                                    |
| 21 | Vittoria  | 20–1   | Keyvin Lara                | KO   | 11 (12), 1:11 | 20 luglio 2016    | Edion Arena, Osaka, Giappone                     | Conserva il titolo WBA (Regular) dei pesi mosca                                          |
| 20 | Vittoria  | 19–1   | Juan Carlos Reveco         | TKO  | 11 (12), 1:57 | 31 dicembre 2015  | Edion Arena, Osaka, Giappone                     | Conserva il titolo WBA (Regular) dei pesi mosca                                          |
| 19 | Vittoria  | 18–1   | Roberto Sosa               | UD   | 12            | 27 settembre 2015 | Edion Arena, Osaka, Giappone                     | Conserva il titolo WBA (Regular) dei pesi mosca                                          |
| 18 | Vittoria  | 17–1   | Juan Carlos Reveco         | MD   | 12            | 22 aprile 2015    | Bodymaker Colosseum, Osaka, Giappone             | Vince il titolo WBA (Regular) dei pesi mosca                                             |
| 17 | Vittoria  | 16–1   | Jean Piero Pérez           | KO   | 5 (10), 2:09  | 31 dicembre 2014  | Bodymaker Colosseum, Osaka, Giappone             |                                                                                          |
| 16 | Vittoria  | 15–1   | Pablo Carrillo             | UD   | 10            | 16 settembre 2014 | Korakuen Hall, Tokyo, Giappone                   |                                                                                          |
| 15 | Sconfitta | 14–1   | Amnat Ruenroeng            | SD   | 12            | 7 maggio 2014     | Bodymaker Colosseum, Osaka, Giappone             | Per il titolo IBF dei pesi mosca                                                         |
| 14 | Vittoria  | 14–0   | Felix Alvarado             | UD   | 12            | 31 dicembre 2013  | Bodymaker Colosseum, Osaka, Giappone             | Conserva il titolo WBA (Regular) dei pesi mosca leggeri                                  |
| 13 | Vittoria  | 13–0   | Kwanthai Sithmorseng       | KO   | 7 (12), 2:18  | 11 settembre 2013 | Bodymaker Colosseum, Osaka, Giappone             | Conserva il titolo WBA (Regular) dei pesi mosca leggeri                                  |
| 12 | Vittoria  | 12–0   | Wisanu Kokietgym           | KO   | 9 (12), 2:51  | 8 maggio 2013     | Bodymaker Colosseum, Osaka, Giappone             | Conserva il titolo WBA (Regular) dei pesi mosca leggeri                                  |
| 11 | Vittoria  | 11–0   | José Alfredo Rodríguez     | TKO  | 6 (12), 2:50  | 31 dicembre 2012  | Bodymaker Colosseum, Osaka, Giappone             | Vince il titolo vacante WBA (Regular) dei pesi mosca leggeri                             |
| 10 | Vittoria  | 10–0   | Akira Yaegashi             | UD   | 12            | 20 giugno 2012    | Bodymaker Colosseum, Osaka, Giappone             | Conserva il titolo WBC dei pesi mosca leggeri Vince il titolo WBA dei pesi mosca leggeri |
| 9  | Vittoria  | 9–0    | Yodgoen Tor Chalermchai    | TKO  | 1 (12), 1:38  | 31 dicembre 2011  | Prefectural Gymnasium, Osaka, Giappone           | Conserva il titolo WBC dei pesi mosca leggeri                                            |
| 8  | Vittoria  | 8–0    | Juan Hernández             | UD   | 12            | 10 agosto 2011    | Korakuen Hall, Tokyo, Giappone                   | Conserva il titolo WBC dei pesi mosca leggeri                                            |
| 7  | Vittoria  | 7–0    | Oleydong Sithsamerchai     | TKO  | 5 (12), 1:07  | 11 febbraio 2011  | World Memorial Hall, Kōbe, Giappone              | Vince il titolo WBC dei pesi mosca leggeri                                               |
| 6  | Vittoria  | 6–0    | Masayoshi Segawa           | TKO  | 10 (10), 1:57 | 10 ottobre 2010   | Prefectural Gymnasium, Osaka, Giappone           | Vince il titolo vacante giapponese dei pesi mosca leggeri                                |
| 5  | Vittoria  | 5–0    | Albert Alcoy               | TKO  | 9 (10), 1:57  | 25 luglio 2010    | Prefectural Gymnasium, Osaka, Giappone           |                                                                                          |
| 4  | Vittoria  | 4–0    | Heri Amol                  | UD   | 10            | 18 aprile 2010    | Prefectural Gymnasium, Osaka, Giappone           |                                                                                          |
| 3  | Vittoria  | 3–0    | Takashi Kunishige          | UD   | 10            | 29 dicembre 2009  | Prefectural Gymnasium, Osaka, Giappone           |                                                                                          |
| 2  | Vittoria  | 2–0    | Hiroshi Matsumoto          | TKO  | 2 (8), 2:59   | 26 luglio 2009    | Prefectural Gymnasium, Osaka, Giappone           |                                                                                          |
| 1  | Vittoria  | 1–0    | Thongthailek Sor Tanapinyo | TKO  | 3 (6), 0:26   | 12 aprile 2009    | Prefectural Gymnasium, Osaka, Giappone           |                                                                                          |